# 扁尾絲鰭鱈
扁尾絲鰭鱈，為輻鰭魚綱鱈形目稚鱈科的其中一種，分布於東南大西洋南非外海海域，為深海底棲性魚類，棲息在底層水域，生活習性不明。

## 扩展阅读
維基物種上的相關：扁尾絲鰭鱈